# Cabinet Platzeck II
Le cabinet Platzeck II était le gouvernement régional (Landesregierung) du Land de Brandebourg du 19 novembre 2004 6 novembre 2009.
Il était dirigé par le Ministre-président social-démocrate Matthias Platzeck et constitué d'une grande coalition entre le Parti social-démocrate d'Allemagne (SPD) et l'Union chrétienne-démocrate d'Allemagne (CDU).
Il a succédé au cabinet Platzeck I, également formé par une grande coalition, et a été remplacé par le cabinet Platzeck III, soutenu par une coalition rouge-rouge.

## Composition
| Portefeuille                                                                              | Titulaire                                | Titulaire                           | Parti |
| ----------------------------------------------------------------------------------------- | ---------------------------------------- | ----------------------------------- | ----- |
| Ministre-président                                                                        |                                          | Matthias Platzeck                   | SPD   |
| Vice-Ministre-président                                                                   |                                          | Jörg Schönbohm jusqu'au 19/02/2007  | CDU   |
| Vice-Ministre-président                                                                   | Ulrich Junghanns jusqu'au 20/10/2008     |                                     | CDU   |
| Vice-Ministre-président                                                                   | Johanna Wanka à partir du 04/11/2008     |                                     | CDU   |
| Ministre de l'Intérieur                                                                   |                                          | Jörg Schönbohm                      | CDU   |
| Ministre des Finances                                                                     |                                          | Rainer Speer                        | SPD   |
| Ministre de la Justice                                                                    |                                          | Beate Blechinger                    | CDU   |
| Ministre de l'Économie                                                                    |                                          | Ulrich Junghanns                    | CDU   |
| Ministre du Travail, des Affaires sociales, de la Santé et de la Famille                  |                                          | Dagmar Ziegler                      | SPD   |
| Ministre du Développement rural, de l'Environnement et de la Protection des consommateurs |                                          | Dietmar Woidke                      | SPD   |
| Ministre de l'Éducation, de la Jeunesse et des Sports                                     |                                          | Holger Rupprecht                    | SPD   |
| Ministre de la Science, de la Recherche et de la Culture                                  |                                          | Johanna Wanka                       | CDU   |
| Ministre des Infrastructures et de l'Aménagement du territoire                            |                                          | Frank Szymanski jusqu'au 29/11/2006 | SPD   |
| Ministre des Infrastructures et de l'Aménagement du territoire                            | Reinhold Dellmann à partir du 13/12/2006 |                                     | SPD   |